# Conneaut
Conneaut és una ciutat dels Estats Units a l'estat d'Ohio. Segons el cens del 2000 tenia 12.335 habitants.

## Demografia
Segons el cens del 2000, Conneaut tenia 12.485 habitants, 5.038 habitatges, i 3.410 famílies. La densitat de població era de 182,8 habitants/km².
Dels 5.038 habitatges en un 30,4% hi vivien nens de menys de 18 anys, en un 52,3% hi vivien parelles casades, en un 11,4% dones solteres, i en un 32,3% no eren unitats familiars. En el 27,9% dels habitatges hi vivien persones soles el 13,5% de les quals corresponia a persones de 65 anys o més que vivien soles. El nombre mitjà de persones vivint en cada habitatge era de 2,45 i el nombre mitjà de persones que vivien en cada família era de 2,98.
Per edats la població es repartia de la següent manera: un 25,2% tenia menys de 18 anys, un 7,7% entre 18 i 24, un 27,5% entre 25 i 44, un 22,4% de 45 a 60 i un 17,2% 65 anys o més.
L'edat mediana era de 38 anys. Per cada 100 dones de 18 o més anys hi havia 89,4 homes.
La renda mediana per habitatge era de 31.717 $ i la renda mediana per família de 37.955 $. Els homes tenien una renda mediana de 31.964 $ mentre que les dones 21.198 $. La renda per capita de la població era de 14.703 $. Aproximadament el 10,7% de les famílies i el 13% de la població estaven per davall del llindar de pobresa.

## Poblacions properes
El següent diagrama mostra les poblacions més properes.